# Sequals
Sequals (friülà Secuals) és un municipi italià, dins de la província de Pordenone. L'any 2007 tenia 2.204 habitants. Limita amb els municipis d'Arba, Cavasso Nuovo, Meduno, Pinzano al Tagliamento, Spilimbergo i Travesio.

## Administració
| Període | Identitat        | Partit      |
| ------- | ---------------- | ----------- |
| 2004-   | Francesca Piuzzo | Centredreta |

## Personatges il·lustres
- Primo Carnera, campió mundial de boxa dels pesos pesants 1933-1934.